# 7NN
7NN fue un canal de televisión en abierto español de actualidad. Era propiedad de Producciones Audiovisuales Hispania. Fue lanzado el 12 de octubre de 2021 y finalizó sus emisiones el 31 de marzo de 2023 debido a sus pérdidas. El canal ha sido considerado de tendencia conservadora y afín ideológicamente al partido político Vox.

## Historia

### Inicio de emisiones
Sobre las 11:00 horas del día 12 de octubre de 2021, comenzaron las emisiones en pruebas con la retransmisión de día de la Fiesta Nacional de España. Tras la finalización se emitió la señal de EarthTV mostrando cámaras en directo de varias señales del mundo. Llegadas las 13:00, se estrenaron con el programa 7AD - Siete al día. En enero de 2022, coincidiendo con el inicio de las emisiones en Vodafone TV, retiraron el cartel de “emisión en pruebas”.[cita requerida]

### Cambio de dirección, ERE y cierre de emisiones
Un año y medio después de comenzar la emisión, Marcial Cuquerella deja el cargo de director y pasa a ser relevado por Fernando Quintela. Junto al nombramiento de Quintela, la cadena despidió al 45% de los trabajadores por falta de ingresos y pasó a emitir sólo en Madrid.
Entre los despidos se encontraban las periodistas  Elena Berberana, María Durán y Laura Fernández-Cañas también entró a formar parte del accionariado Marcos de Quinto, exvicepresidente ejecutivo mundial de la Compañía Coca-Cola y exportavoz de economía en el Congreso de los Diputados por Ciudadanos. 
El 31 de marzo de 2023, finalizó sus emisiones. En el tiempo de emisión perdió un total de 5,5 millones de euros. En la frecuencia donde se podía ver 7NN en Madrid, pasó a sintonizarse Canal RED, un canal creado por crowdfunding y  cuyo director es Pablo Iglesias.

## Orígenes de la cadena
Diversos medios de comunicación digitales aseguran que los orígenes del canal de televisión están relacionados con la Fundación Nacional Francisco Franco, el partido político VOX y la Organización Nacional del Yunque, dado que los consejeros delegados de la empresa son o han sido miembros de esas organizaciones. En una entrevista a un medio digital impulsado por HazteOir.org, uno de los codirectores de la cadena de televisión, Marcial Cuquerella, negó este extremo. El canal ha sido considerado un medio de carácter conservador y de derechas, aunque los propios directivos afirmaban que su intención era atraer a gran parte del espectro político.